# Madona mezi sv. Kateřinou a sv. Markétou
Deskový obraz Madony mezi sv. Kateřinou a sv. Markétou z doby před rokem 1360 tvořil pravděpodobně střední část nedochovaného oltáře v cisterciáckém klášteře Zlatá Koruna. Patří ke klíčovým dílům českého raně gotického malířství. Je vystaven ve stálé expozici Alšovy jihočeské galerie v Hluboké nad Vltavou.

## Historie
Ze soukromého majetku v Českém Krumlově obraz roku 1880 zakoupilo Městské muzeum v Českých Budějovicích a odtud byl převeden do Alšovy jihočeské galerie v Hluboké nad Vltavou.

## Popis a zařazení
Malba temperou a zlacené pozadí na křídovém podkladu s rytou kresbou. Smrková deska o rozměru 102 × 98,5 cm, potažená plátnem, byla patrně druhotně po stranách seříznuta, neboť na jejím levém okraji je zřetelný zbytek oděvu další postavy. Restauroval Bohuslav Slánský (1936, 1957).
Výjev sedící Madony s dítětem, provázené světicemi, je označován jako "Svatá konverzace (Santa conversazione)". Korunovaná Panna Maria sedí na trůnu s baldachýnem a na pravém koleni přidržuje do poloviny těla nahého Ježíška, který se tváří obrací k věřícím. Typ trůnící Madony, představující Trůn Moudrosti, pochází z Byzance a byl běžný také v italské gotické malbě. Vlevo stojící sv. Kateřina s kolem i sv. Markéta vpravo s drakem – symbolem pekelných sil, svírají v ruce palmové ratolesti jako odznak mučednictví. Koruny na hlavě Madony a světic jsou cennou pomůckou pro dataci. Liší se od precizního provedení korun u milostných Madon z okruhu Mistra vyšebrodského a proporcemi i dlouhými stonky trojlistů se podobají např. korunám na votivní desce Jana Očka z Vlašimi (1371).
Pro přechodné období slohu jsou charakteristické některé starší tradiční prvky, jako svatozáře, celková kompozice Madony s děckem, nebo složitá, subtilní a italizující kompozice trůnu. Naproti tomu mateřské rysy tváře Panny Marie a dětský půvab a hravost Ježíška představují posun námětu k větší přirozenosti. Také tvarování postav a zářivá barevnost spojují dílo s knižní a deskovou malbou 60.–70. let 14. století. Obraz je zhruba o dvacet let mladší než Vyšebrodský cyklus a má nejblíže k desce Seslání Ducha svatého. Časově je zařazován k závěru tohoto slohového období, kdy docházelo k uvolňování kánonu. Jsou v něm patrné tendence k překonání lineárního slohu směrem k větší abstrakci a změkčení tvaru, ke zduchovnění, novému řešení funkce světla a bohatě odstupňované barevnosti, které předznamenávají sloh 60. let a dílo Mistra třeboňského oltáře. Technologický průzkum obrazu ukázal, že jako pojidlo byl užit olej. V podmalbách inkarnátu se obraz liší od Vyšebrodského cyklu a představuje tak nový druh malířské techniky.

### Příbuzná díla
- Nástěnné malby v presbytáři kostela v Čachrově
- Iluminace Zvěstování, Cestovní brevíř Jana ze Středy
- Vyšebrodský cyklus (Zvěstování, Zmrtvýchvstání, Seslání Ducha svatého)
- Kladská madona
- Sv. Trojice vratislavská

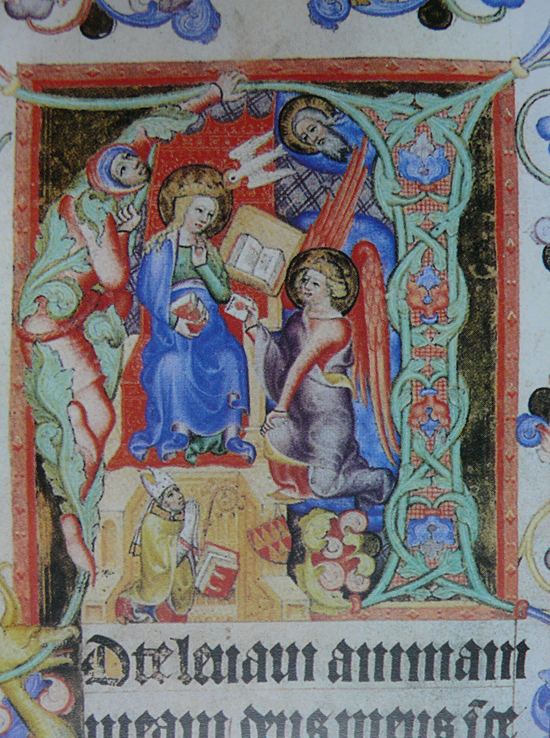
Zvěstování, Cestovní brevíř Jana ze Středy
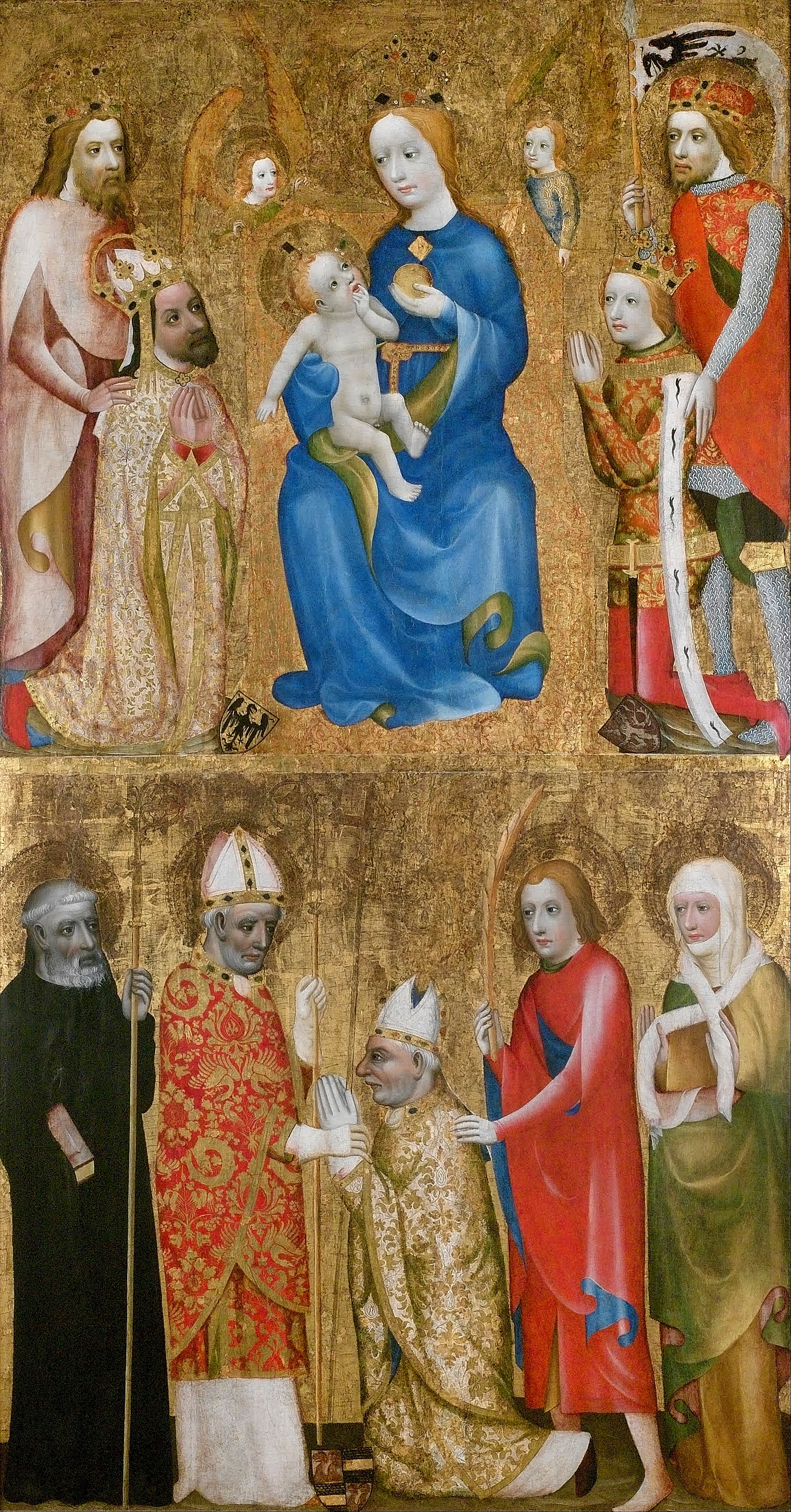
Votivní obraz Jana Očka z Vlašimi - Google Art Project
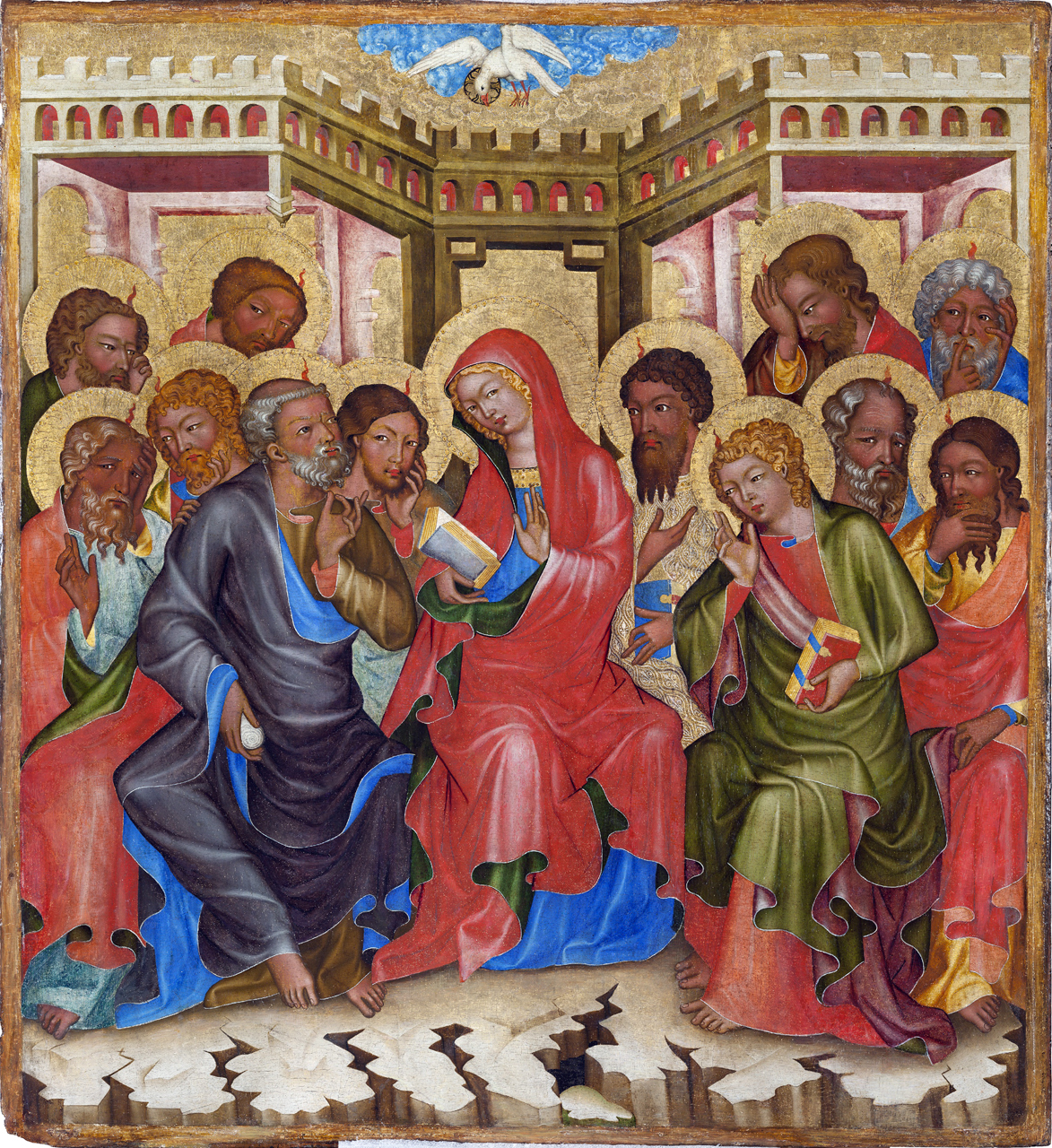
Seslání ducha svatého, Vyšebrodský cyklus
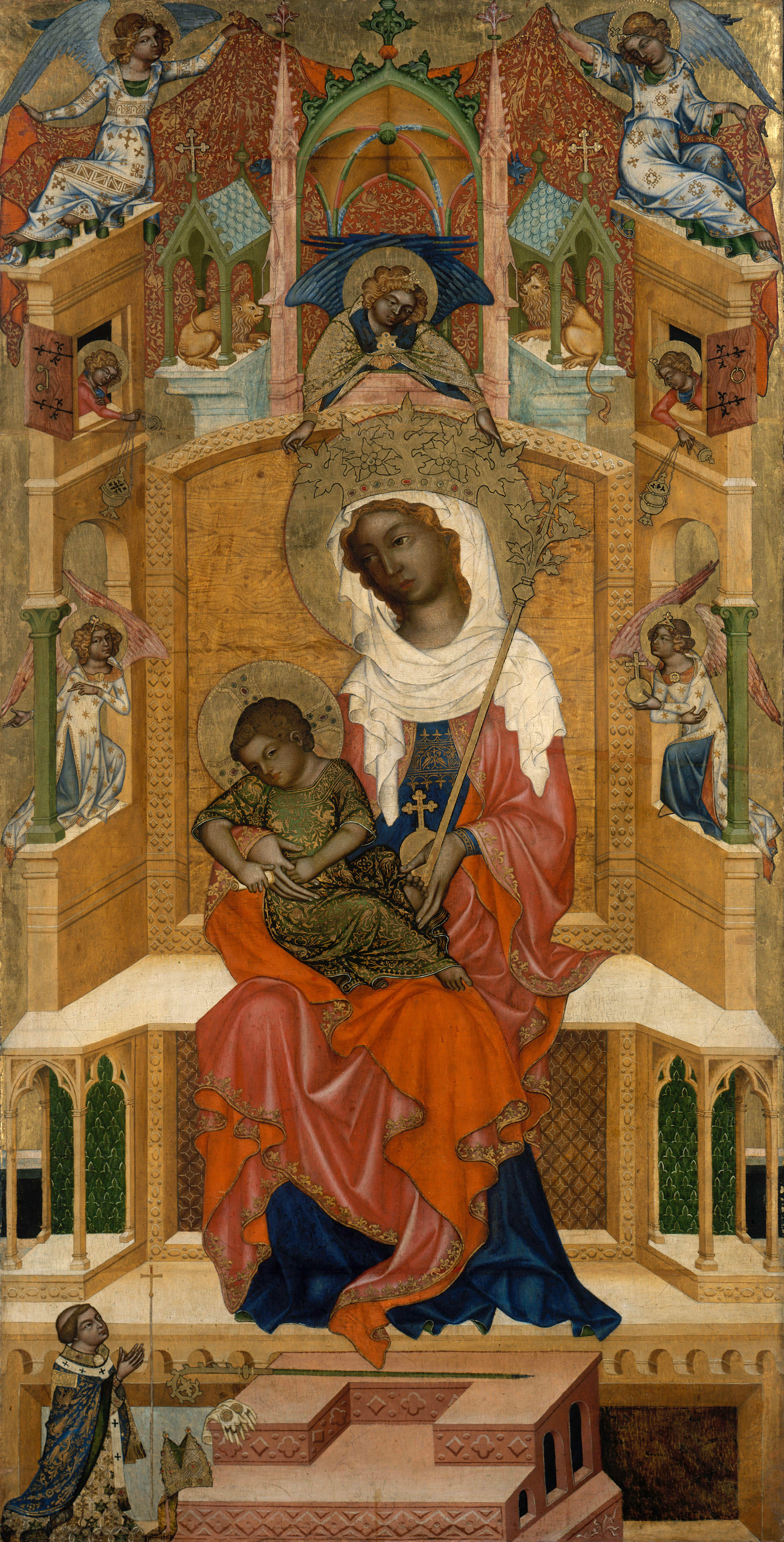
Kladská madona - Google Art Project
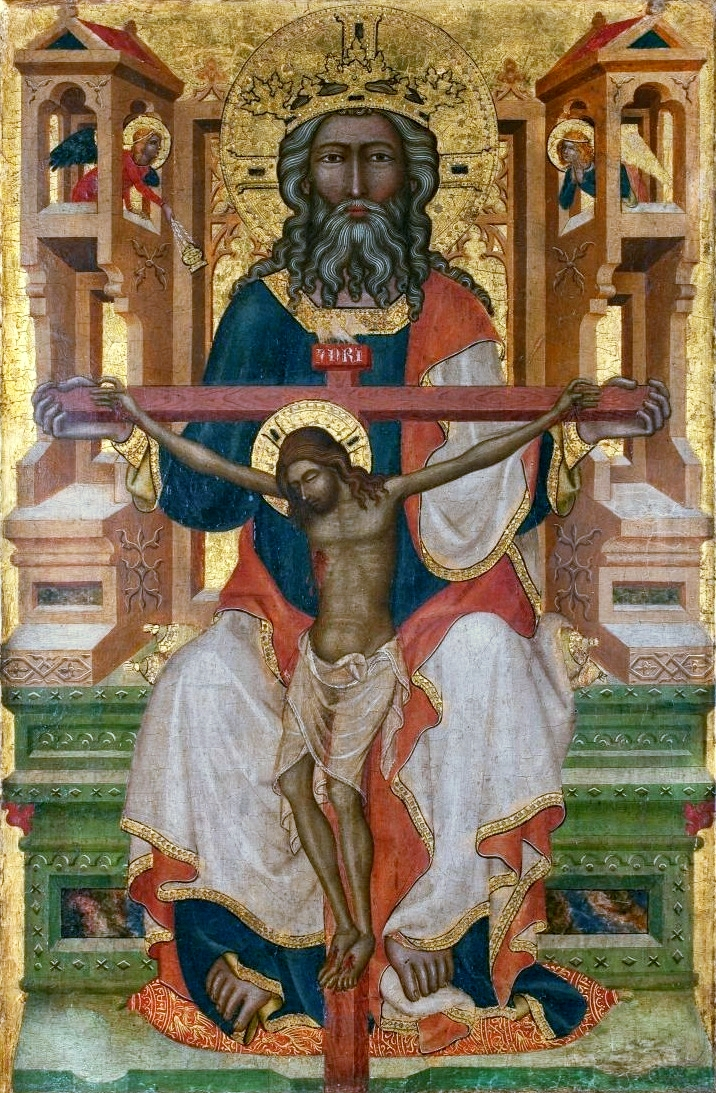
Sv. Trojice vratislavská